# Deudorix menesicles
Deudorix menesicles är en fjärilsart som beskrevs av Hans Fruhstorfer 1912. Deudorix menesicles ingår i släktet Deudorix och familjen juvelvingar. Inga underarter finns listade i Catalogue of Life.